# Gabriella Gerzsenyi
Gabriella Gerzsenyi (nascida a 30 de Outubro de 1977) é uma política húngara do Partido Tisza que foi eleita membro do Parlamento Europeu em 2024. É vice-presidente da Comissão do Desenvolvimento Regional.